# Société d'études d'urbanisme et d'architecture
La société d'études d'urbanisme et d'architecture (SEURA) est une agence d'urbanisme et d'architecture, créée en 1989 à Paris par Alain Payeur, aujourd'hui dirigée par trois associés : Florence Bougnoux, Jean-Marc Fritz, et David Mangin. La restructuration du quartier des Halles à Paris est l'un des projets majeurs de l'agence. 

## Projets
- Études urbaines et urbanisme opérationnel, Vitry sur Seine, Saint-Étienne, Mulhouse, Montpellier, Pantin
- Eco-quartier du Raquet (160 ha, 12 000 hts), Douai et Sin-le-Noble, Nord
- Projet de restructuration des Halles, Paris
- Extension d'une ville de 1 M habitants, Sihanoukville, Cambodge
- ZAC sur une friche industrielle à Anzin, Nord
- Déconstruction de la partie terminale de A7 et aménagement urbain de l'entrée Nord de Marseille, Euroméditerranée
- Rénovation des espaces publics du centre-ville de Pessac, Gironde
- Rénovation des espaces publics de la Grande Résidence, à Lens, Nord
- Logements ANRU, THPE Grande Synthe, Nord
- Logements ANRU, H§E Beuvrages, Nord
- Logements en accession, Les Lilas, Seine-Saint-Denis
- Maisons ossature bois, Douai, Nord
- Bureaux et immeubles de logistique, Bois-d'Arcy, Yvelines